# Hello Kitty's Furry Tale Theater
Hello Kitty's Furry Tale Theater (El teatro mágico de Hello Kitty en Latinoamérica) es una serie animada coproducida entre Estados Unidos, Canadá y Japón basada en el popular personaje japonés, Hello Kitty. Los personajes de la franquicia "actuaban" cuentos de hadas clásicos con una versión propia. La serie consiste de 13 episodios con 2 segmentos de 11 minutos.

## Doblaje

### Estados Unidos
- Tara Charendoff - Hello Kitty
- Sean Roberge - Tuxedo Sam
- Mairon Bennett - My Melody
- Noam Zylberman - Chip
- Cree Summer Francks - Catnip
- Denise Pidgeon - Fangora
- Greg Morton - Grinder
- Elizabeth Hanna - Abuela Kitty y Mamá Kitty
- Carl Banas - Abuelo Kitty
- Len Carlson - Papá Kitty

### España
- Marta Ullod - Hello Kitty
- Marta Angelat - Sam
- Roser Vilches - My Melody
- Vicky Martínez - Chip
- Alicia Laorden - Catnip
- María Dolores Gispert - Fangora
- Miguel Ángel Jenner - Grinder
- Marta Martorell - Abuela Kitty
- Mercedes Pastor - Mamá Kitty
- Fernando Ulloa - Abuelo Kitty
- Francisco Garriga - Papá Kitty

### Chile
- Laura Olazábal - Hello Kitty, Mamá Kitty
- Sara Pantoja - Sam
- Gianina Talloni - My Melody
- Viviana Navarro - Chip
- Mirta González - Catnip
- Victor Sepúlveda - Grinder
- Julia Navarro - Fangora
- Alfredo Mendoza - Abuelo Kitty

### México
- Irma Carmona - Hello Kitty
- Adrián Fogarty - Sam
- Gisela Casillas - My Melody
- Rocío Prado - Chip
- Araceli de León - Catnip
- Carlos del Campo - Grinder
- Carmen Donna-Dío - Fangora y Mamá Kitty
- César Arias - Papá Kitty y Abuelo Kitty
- ¿? - Abuela Kitty

## Disponibilidad
Se comercializaron dos VHS que contenían los episodios.
En 2003, cinco DVDs fueron comercializados por Metro-Goldwyn-Mayer.

### iTunes
En 2008, los trece episodios se pusieron a la venta a $1.99 un episodio o $21.99 para la serie entera. Para promover la serie, en iTunes ofrecieron un episodio como transferencia directa libre por un tiempo limitado.